# Henutmire
Henutmire (Hentmire, Henutmira) fou una princesa egípcia, filla de Seti I.
Es va casar segons la tradició amb el seu germà Ramsès II de la que fou una esposa secundària que mai va passar d'aquesta condició i de la que no es coneixen detalls.
La seva tomba no s'ha trobat.